# Йоркіно
Йоркіно (рос. Ёркино) — присілок в Пінезькому районі Архангельської області Російської Федерації.
Населення становить 244 особи. Входить до складу муніципального утворення Кушкопальське муніципальне утворення.

## Історія
Від 1937 року належить до Архангельської області.
Орган місцевого самоврядування від 2004 року — Кушкопальське муніципальне утворення.

## Населення
| 2002 | 2010 | 2012 |
| ---- | ---- | ---- |
| 403  | ↘257 | ↘244 |